# Simone Iannattoni
Simone Iannattoni (ur. 23 października 1997) – włoski zapaśnik walczący w stylu wolnym. Zajął siódme miejsce na mistrzostwach świata w 2022. Dziewiąty na mistrzostwach Europy w 2022. Srebrny medalista igrzysk śródziemnomorskich w 2018 i siódmy w 2022. Drugi na ME juniorów w 2017 roku.